# 連基夫 (諾夫哥羅德-謝韋爾斯基區)
52°4′44″N 33°16′1″E / 52.07889°N 33.26694°E
連基夫（烏克蘭語：Леньків），是烏克蘭的村落，位於該國北部切爾尼戈夫州，由諾夫哥羅德-謝韋爾斯基區負責管轄，面積0.94平方公里，海拔高度152米，2001年人口300，人口密度每平方公里319.2人。